# Argadina
L'argadina è un peptide ciclico naturale, capace di inibire a concentrazioni nanomolari le chitinasi appartenenti alla famiglia 18.